# Under a Stone with No Inscription
Under a Stone with No Inscription är det svenska tekniska death metal-bandet Anatas tredje studioalbum, utgivet i februari 2004 på Wicked World Records, bandets första skiva på detta bolag. Albumet producerades av bandets sångare och gitarrist Fredrik Schälin.
Under a Stone with No Inscription var trummisen Conny Petterssons första släpp med bandet. Han ersatte Robert Petersson.
En musikvideo spelades in till "Entropy Within".

## Låtlista
1. "Shackled to Guilt" – 3:48
2. "A Problem Yet to Be Solved" – 3:47
3. "Entropy Within" – 4:05
4. "Dance to the Song of Apathy" – 4:39
5. "Sewerages of the Mind" – 4:30
6. "Built on Sand" – 3:20
7. "Under the Debris" – 5:56
8. "The Drowning" – 3:56
9. "Leaving the Spirit Behind" – 3:44
10. "Any Kind of Magic or Miracle" – 7:06

## Medverkande
Musiker
- Fredrik Schälin – sång, gitarr
- Andreas Allenmark – gitarr
- Henrik Drake – basgitarr
- Conny Pettersson – trummor

Produktion
- Fredrik Schälin – producent
- Christian Silver – inspelningstekniker, mixning
- Thomas Ferngren – mastering
- Jacek Wiśniewski – omslagskonst, design
- Robert Pettersson – bandlogo
- Thomas Carlén – foto